# Filialkirche Neufahrn

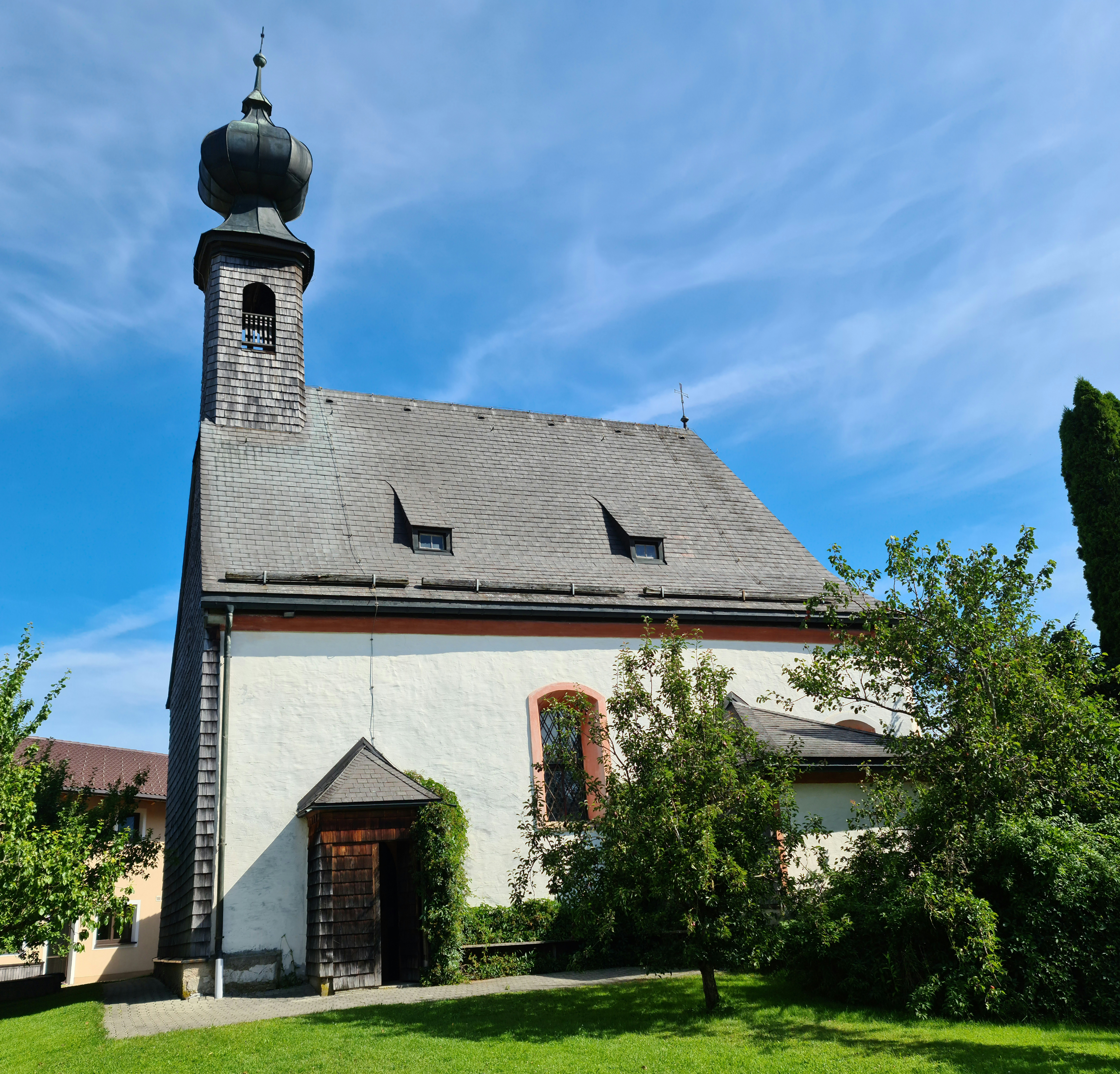
Katholische Filialkirche hl. Maria Magdalena in Neufahrn

Langhaus, Blick zum Chor

Langhaus, Blick zur Empore

Die römisch-katholische Filialkirche Neufahrn steht am Nordrand des Dorfes Neufahrn in der Stadtgemeinde Neumarkt am Wallersee im Bezirk Salzburg-Umgebung im Land Salzburg. Die dem Patrozinium der Heiligen Maria Magdalena unterstellte Filialkirche der Pfarrkirche Neumarkt am Wallersee gehört zum Dekanat Köstendorf in der Erzdiözese Salzburg. Die Kirche steht unter Denkmalschutz (Listeneintrag).

## Geschichte
Urkundlich wurde 1336 eine Kirche genannt. Von 1979 bis 1981 erfolgte eine Restaurierung.

## Architektur
Der kleine einschiffige spätgotische Kirchenbau mit einem polygonalen Schluss trägt ein Satteldach und einen hölzernen barocken Giebelreiter mit einem Zwiebelhelm. Die Fassade hat einen umlaufenden Sockel und ein gotisches Traufgesims. Südseitig steht ein eingeschoßiger barocker Sakristeianbau unter einem abgewalmten Dach. Ebenfalls südseitig gibt es ein spätgotisches spitzbogiges abgefastes Portal mit einem kleinen hölzernen Vorbau von 1901.
Das zweijochige Langhaus setzt sich hinter einem spitzbogigen abgefasten Triumphbogen in einem gleich breiten einjochigen Chor mit einem Fünfachtelschluss fort. Die spätgotischen Netzrippen des Gewölbes wurden im 18. Jahrhundert abgeschlagen, und das Kircheninnere wurde barockisiert. Die Wände im Langhaus und Chor sind durch Pilaster und barocke Stichbogenfenster gegliedert. Es gibt eine Stifterscheibe aus dem 16. Jahrhundert. Die hölzerne Westempore entstand in der zweiten Hälfte des 17. Jahrhunderts. Die Sakristei ist kreuzgratgewölbt.

## Einrichtung
Der Hochaltar von 1645 zeigt auf dem Altarblatt die Verkündigung an Maria und als Oberbild die hl. Maria Magdalena, als seitliche Konsolfiguren trägt er die heiligen Johannes den Täufer und Franz von Assisi, im Aufsatz zwei stehende Engel. Der Tabernakel entstand in der Mitte des 18. Jahrhunderts.
Es gibt einen Seitenaltar von 1731 auf der linken Seite des Chores. Dessen Aufbau schuf der Schnitzer Veit Mödlhammer; er zeigt Gottvater und die Wetterheiligen Johannes und Paulus auf dem Altarblatt, der Aufsatz zeigt das Bild hl. Gallus. Ein Kruzifix entstand um 1900.